# Ghazan Sar
Ghazan Sar – wieś w Iranie, w ostanie Azerbejdżan Zachodni, w szahrestanie Bukan. W 2006 roku liczyła 50 mieszkańców.